# Mättital
Das Mättital ist ein kleines Tal in der Gemeinde Grengiols, Wallis, Schweiz. Es verläuft parallel zum Saflischtal. Und ist wie dieses ein Nebental des Lengtals, das ins Binntal führt. Vom Hillehorn fliesst der Mättitalgletscher ins Mättital. Das Mättital kann vom Steinejoch durchs Steinutal im Westen oder von Heilig-Kreuz im Lengtal im Osten begangen werden. Das Oberflächenwasser fliesst über die Mättitalwasser, Lengtalwasser, Binna, in den Rotten und somit ins Mittelmeer.
Das Mättital ist bekannt für seine zahlreichen Mineralien und gehört zum Landschaftspark Binntal.
Koordinaten: 46° 19′ 42″ N, 8° 9′ 5″ O; CH1903: 654887 / 131020